# Holmtjärnen (Degerfors socken, Västerbotten, 716287-168482)
Holmtjärnen är en sjö i Vindelns kommun i Västerbotten och ingår i Umeälvens huvudavrinningsområde.